# Дечани (плем'я)
Дечани (чеськ. Děčané, пол. Deczanie) — західнослов'янське плем'я, яке відносять до групи чеських племен.
Населяли басейн Лаби у Рудних горах та Чеський басейн (Північ Чехії, у Дечині).
Згадуються в Празькому документі 1086 року, де описується населення Празького єпископства.